# Eumedoninae
De Eumedoninae zijn een onderfamilie van krabben (Brachyura) uit de familie Pilumnidae.

## Geslachten
De Eumedoninae omvatten volgende geslachten:
- Ceratocarcinus Adams & White, 1847
- Echinoecus Rathbun, 1894
- Eumedonus H. Milne Edwards, 1837
- Gonatonotus Adams & White, 1847
- Hapalonotus Rathbun, 1897
- Harrovia Adams & White, 1849
- Permanotus D. G. B. Chia & Ng, 1998
- Rhabdonotus Milne-Edwards, 1879
- Tauropus D. G. B. Chia & Ng, 1998
- Tiaramedon D. G. B. Chia & Ng, 1998
- Zebrida White, 1847
- Zebridonus D. G. B. Chia, Ng & Castro, 1995

### Uitgestorven
- † Santeella  Blow & Manning, 1996
- † Viacarcinus  Blow & Manning, 1996